# Isaac Fuller
Isaac Fuller (1606 – Londra, 1672) è stato un pittore inglese.

## Biografia

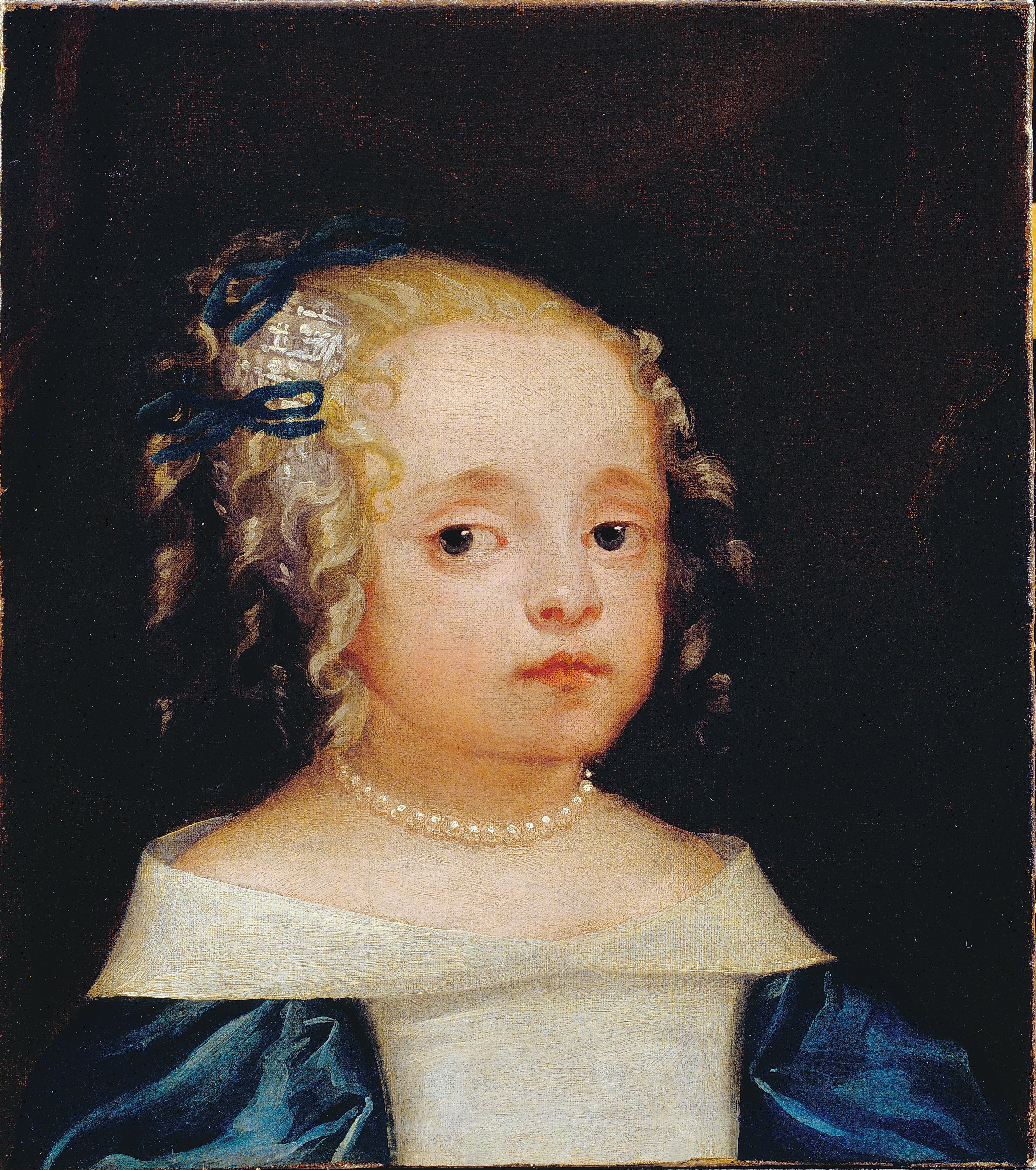
Ritratto di una ragazza, Dulwich Picture Gallery, Londra

Si conoscono poco i suoi esordi: si sa che lavorò in Francia con François Perrier verso il 1635 e fu attivo ad Oxford nel 1644. Stabilitosi a Londra, affrontò il ritratto con stile  inedito ed energico: buoni esempi sono l'Autoritratto della Bodleian Library di Oxford, il Ritratto del poeta John Cleveland del 1644, ora in una collezione privata di Ecton, il Ritratto di ignoto del 1660 della Tate Gallery di Londra; in quest'ultimo lavoro i dettagli sono trattati con estrema decisione.
Eseguì anche dipinti storici di grande formato e decorazioni, in particolare il Giudizio universale per il soffitto della cappella dell'All Souls College a Oxford.